# 米河
米河（法語：Mue，法語發音：[my]）是法国诺曼底大区卡尔瓦多斯省的河流，是瑟勒河的右支流，长21.8千米，发源自舍村，于邦维尔流入瑟勒河。